# Slaveri i Libanon
Slaveri förekom öppet i regionen Libanon till in på 1900-talet.  

## Historik
Området som utgör det senare Libanon låg 1516–1920 under Osmanska riket. 

### Slavhandel
Afrikanska slavar importerades till Beirut genom Slavhandeln på Röda havet via Syrien, samt från transsahariska slavhandeln över medelhavet från Libyen och Egypten; det förekom också en mindre import av vita kvinnor (tjerkesser).
På 1870-talet uppgavs Beirut inte längre ha någon öppen slavmarknad, utan slavhandeln pågick privat bakom stängda dörrar. År 1877 uppskattades det finnas omkring 4 500 "negresser" (afrikanska slavinnor) i privata muslimska hushåll i Beirut, med cirka 450 personer importerade årligen; utöver importen av omkring 100 vita (tjerkessiska) kvinnor varje år.

### Slavmarknaden
Slaveriet i Beirut dominerades i likhet med den i Damaskus av svarta eunuckpojkar och svarta kvinnor avsedda som tjänare i privata hushåll, samt en liten minoritet av vita (tjerkessiska) kvinnor avsedda för de rikastes harem.
Sexuellt slaveri var länge ett starkt fokus för slavhandeln till Arabvärlden. Kvinnliga slavar var vanligare än manliga, och behandlades snarlikt och enligt samma regler och seder i hela Arabvärlden. De kvinnor som hamnade som konkubiner i en rik urban mans harem kunde, om de födde en son åt sin ägare, uppnå status som Umm Walad och därmed bli fria vid sin ägares död; de kvinnor som såldes till beduiner levde på samma sätt som de övriga kvinnorna i en beduins familj.  
De kvinnor som såldes som tjänsteflickor till fattigare muslimer levde under sämre villkor, då de inte bara fick arbeta hårt och samtidigt utsattes sexuellt, utan dessutom ibland prostituterades av sina ägare; reproduktionen och livslängden för en slav var låg, då spädbarnsdödligheten hos slavar var hög, och kvinnliga slavar utnyttjades sexuellt redan som barn och sällan uppnådde fyrtioårsåldern. 

### Avskaffande
Osmanska riket införde under 1800-talet (1830-1909) gradvis lagar som först begränsade och till slut avskaffade slavhandeln och slaveriet, men dessa lagar tillämpades med myndigheternas goda minne slappt ute i provinserna.
Libanon uppgick efter första världskriget i Franska mandatet för Syrien och Libanon (1920-1946), och Frankrike ratificerade 20 juli 1931 1926 Slavery Convention på Libanons och Syriens vägnar, en lag som trädde i kraft 25 juni 1931. Slaveriet ersattes på 1970-talet av kafala-systemet.